# Elecciones municipales de Chile de 2024
Las elecciones municipales de Chile de 2024 se realizaron el 26 y 27 de octubre para elegir a los responsables de la administración local, es decir, de las comunas; Chile está dividido en 346 comunas, administradas por 345 municipalidades; las municipalidades están encabezadas por un alcalde y un concejo municipal, formado por cierta cantidad de concejales (dependiendo de la cantidad de electores en la comuna, pueden ser seis, ocho o diez); el número de concejales a elegir por comuna fue determinado por el Servicio Electoral de Chile el 28 de marzo de 2024. Los alcaldes y concejales duran cuatro años en su labor y podrán ser reelegidos sucesivamente en el cargo hasta por dos períodos.
Estas elecciones fueron las primeras elecciones municipales realizadas bajo el sistema de inscripción automática y voto obligatorio, luego de la promulgación de la Ley 21524 que restableció el voto obligatorio. Estas elecciones se realizaron paralelamente a las elecciones de gobernadores y consejeros regionales, cargos creados por la Ley 21073 de 2018, y que fueron elegidos por primera vez en 2021 y 2013, respectivamente.
Las primarias legales para definir candidatos a alcaldes se realizaron el realizaron el 9 de junio en conjunto con las primarias de gobernadores regionales.
En dichas elecciones se retomó la tradición de que las elecciones municipales se realicen cada cuatro años luego de la postergación de las elecciones de 2020 a mayo de 2021 producto de la pandemia de COVID-19. La Ley 21324 que postergó las elecciones desde abril a mayo de 2021, establece también que se prorrogaba el mandato de los alcaldes y concejales en ejercicio a la fecha de publicación de la presente reforma constitucional hasta el 28 de junio de 2021; por lo tanto, los nuevos concejales y alcaldes salientes en 2024 habrán tenido una duración de solamente tres años.

## Listas y primarias
El 7 de abril de 2024 los partidos Amarillos por Chile, Demócratas y Sentido Común anunciaron el lanzamiento de la lista denominada «Centro Democrático» para concurrir a las elecciones municipales. Al día siguiente el Partido Social Cristiano inscribió en el Servel un pacto electoral junto con independientes, que incluye la realización de primarias de alcaldes en comunas como Independencia y Concepción.
El 9 de abril fue inscrito el pacto Chile Vamos (conformado por RN, la UDI y Evópoli) que contempla la realización de primarias de gobernadores regionales y alcaldes; para el caso de las elecciones de concejales, Chile Vamos inicialmente inscribió tres listas, una para cada partido integrante más independientes, sin embargo el 10 de abril fueron fusionados los pactos de la UDI y Evópoli, contando con un subpacto para cada uno. El mismo día fue inscrito el pacto Contigo Chile Mejor, conformado por los partidos del oficialismo más el Partido Demócrata Cristiano; en el caso de las elecciones de concejales, se declararon 4 listas.
El resultado de las primarias legales inscritas por cada pacto que las realizará es el siguiente:
| Pacto/Partido                        | Pacto/Partido                                | Votos   | %      | Candidatos | Nominados |
| ------------------------------------ | -------------------------------------------- | ------- | ------ | ---------- | --------- |
|                                      | A. Chile Vamos                               | 112 191 |        | 55         | 20        |
| Independientes                       | 66 371                                       | 59,16%  | 27     | 8          |           |
| Renovación Nacional                  | 22 868                                       | 20,38%  | 13     | 6          |           |
| Unión Demócrata Independiente        | 17 747                                       | 15,82%  | 9      | 3          |           |
| Evolución Política                   | 5205                                         | 4,64%   | 6      | 3          |           |
|                                      | B. Contigo Chile Mejor                       | 168 288 |        | 152        | 47        |
| Independientes                       | 41 050                                       | 24,39%  | 40     | 11         |           |
| Partido Socialista de Chile          | 33 773                                       | 20,07%  | 23     | 10         |           |
| Partido Demócrata Cristiano          | 22 909                                       | 13,61%  | 19     | 3          |           |
| Partido Comunista de Chile           | 18 011                                       | 10,70%  | 18     | 5          |           |
| Partido por la Democracia            | 12 013                                       | 7,14%   | 14     | 7          |           |
| Convergencia Social                  | 9735                                         | 5,78%   | 6      | 3          |           |
| Revolución Democrática               | 8448                                         | 5,02%   | 4      | 1          |           |
| Partido Radical de Chile             | 7557                                         | 4,49%   | 9      | 2          |           |
| Federación Regionalista Verde Social | 7274                                         | 4,32%   | 9      | 2          |           |
| Partido Liberal de Chile             | 3639                                         | 2,16%   | 5      | 0          |           |
| Comunes                              | 3309                                         | 1,97%   | 4      | 1          |           |
| Acción Humanista                     | 570                                          | 0,34%   | 1      | 0          |           |
|                                      | C. Partido Social Cristiano e Independientes | 3892    |        | 2          | 1         |
| Votos válidamente emitidos           | Votos válidamente emitidos                   | 284 371 | 95,50% |            |           |
| Votos nulos                          | Votos nulos                                  | 9255    | 3,11%  |            |           |
| Votos en blanco                      | Votos en blanco                              | 4141    | 1,39%  |            |           |
| Total de votos emitidos              | Total de votos emitidos                      | 297 767 | 100,0% |            |           |
| Fuente: Servicio Electoral de Chile. |                                              |         |        |            |           |

### Pactos acordados
| Pacto                                         | Pacto                                               | Partido                                 |
| Alcaldes                                      | Concejales                                          | Partido                                 |
| --------------------------------------------- | --------------------------------------------------- | --------------------------------------- |
| B. Izquierda Ecologista Popular               | B. Izquierda Ecologista Popular                     | Partido Igualdad                        |
| B. Izquierda Ecologista Popular               | B. Izquierda Ecologista Popular                     | Partido Humanista de Chile              |
| B. Izquierda Ecologista Popular               | B. Izquierda Ecologista Popular                     | Partido Popular                         |
| F. Partido Social Cristiano e Independientes  | F. Partido Social Cristiano e Independientes        | Partido Social Cristiano                |
| H. Contigo Chile Mejor                        | A. Por Chile, Seguimos                              | Frente Amplio                           |
| H. Contigo Chile Mejor                        | A. Por Chile, Seguimos                              | Partido Comunista de Chile              |
| H. Contigo Chile Mejor                        | A. Por Chile, Seguimos                              | Acción Humanista                        |
| H. Contigo Chile Mejor                        | G. Verdes Liberales por una Comuna Segura           | Federación Regionalista Verde Social    |
| H. Contigo Chile Mejor                        | G. Verdes Liberales por una Comuna Segura           | Partido Liberal de Chile                |
| H. Contigo Chile Mejor                        | T. Tu Comuna Radical                                | Partido Radical de Chile                |
| H. Contigo Chile Mejor                        | U. Chile Mucho Mejor                                | Partido Socialista de Chile             |
| H. Contigo Chile Mejor                        | U. Chile Mucho Mejor                                | Partido por la Democracia               |
| H. Contigo Chile Mejor                        | U. Chile Mucho Mejor                                | Partido Demócrata Cristiano             |
| K. Izquierda de Trabajadores e Independientes | K. Izquierda de Trabajadores e Independientes       | Partido de Trabajadores Revolucionarios |
| P. Partido de la Gente e Independientes       | P. Partido de la Gente e Independientes             | Partido de la Gente                     |
| R. Centro Democrático                         | R. Centro Democrático                               | Amarillos por Chile                     |
| R. Centro Democrático                         | R. Centro Democrático                               | Demócratas                              |
| X. Ecologistas, Animalistas e Independientes  | X. Ecologistas, Animalistas e Independientes        | Partido Alianza Verde Popular           |
| Y. Republicanos e Independientes              | Y. Republicanos e Independientes                    | Partido Republicano de Chile            |
| Z. Chile Vamos                                | E. Chile Vamos UDI-Evópoli e Independientes         | Unión Demócrata Independiente           |
| Z. Chile Vamos                                | E. Chile Vamos UDI-Evópoli e Independientes         | Evolución Política                      |
| Z. Chile Vamos                                | I. Chile Vamos Renovación Nacional - Independientes | Renovación Nacional                     |

## Detalle por región
- Región de Arica y Parinacota
- Región de Tarapacá
- Región de Antofagasta
- Región de Atacama
- Región de Coquimbo
- Región de Valparaíso
- Región Metropolitana de Santiago
- Región de O'Higgins
- Región del Maule
- Región de Ñuble
- Región del Biobío
- Región de la Araucanía
- Región de Los Ríos
- Región de Los Lagos
- Región de Aysén
- Región de Magallanes